# سینما فلسطین (شیراز)

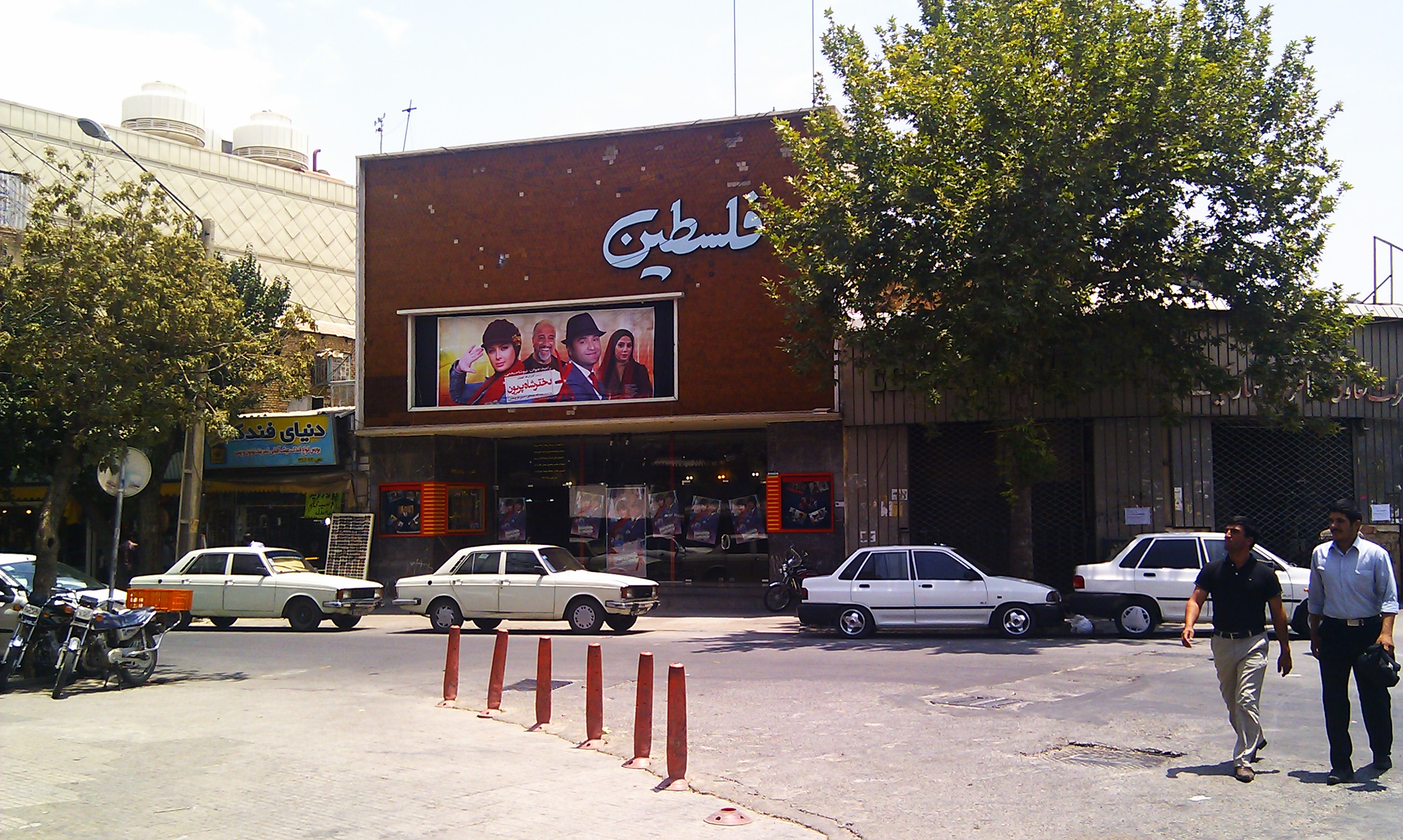
سینما فلسطین (پاسارگاد) شیراز

سینما فلسطین پیش از انقلاب سینما پاسارگاد نام داشت توسط احمد مشیری، علی شاپوری همراه با سینما ایران، واقع در ابتدای خیابان رودکی در سال‌های ۱۳۳۲ و ۱۳۳۳، آغاز به کار کرد.

## درباره سینما
- ظرفیت سالن = ۴۰۰ نفر
- درجه فعلی = یک [۲]